# Wilhelm Koenenkamp
Friedrich Heinrich Wilhelm Koenenkamp (* 5. August 1859 Bruchhausen-Vilsen; † 20. Oktober 1941 in Bremen) war ein deutscher Seidenkaufmann und Bremer Politiker.

## Biografie

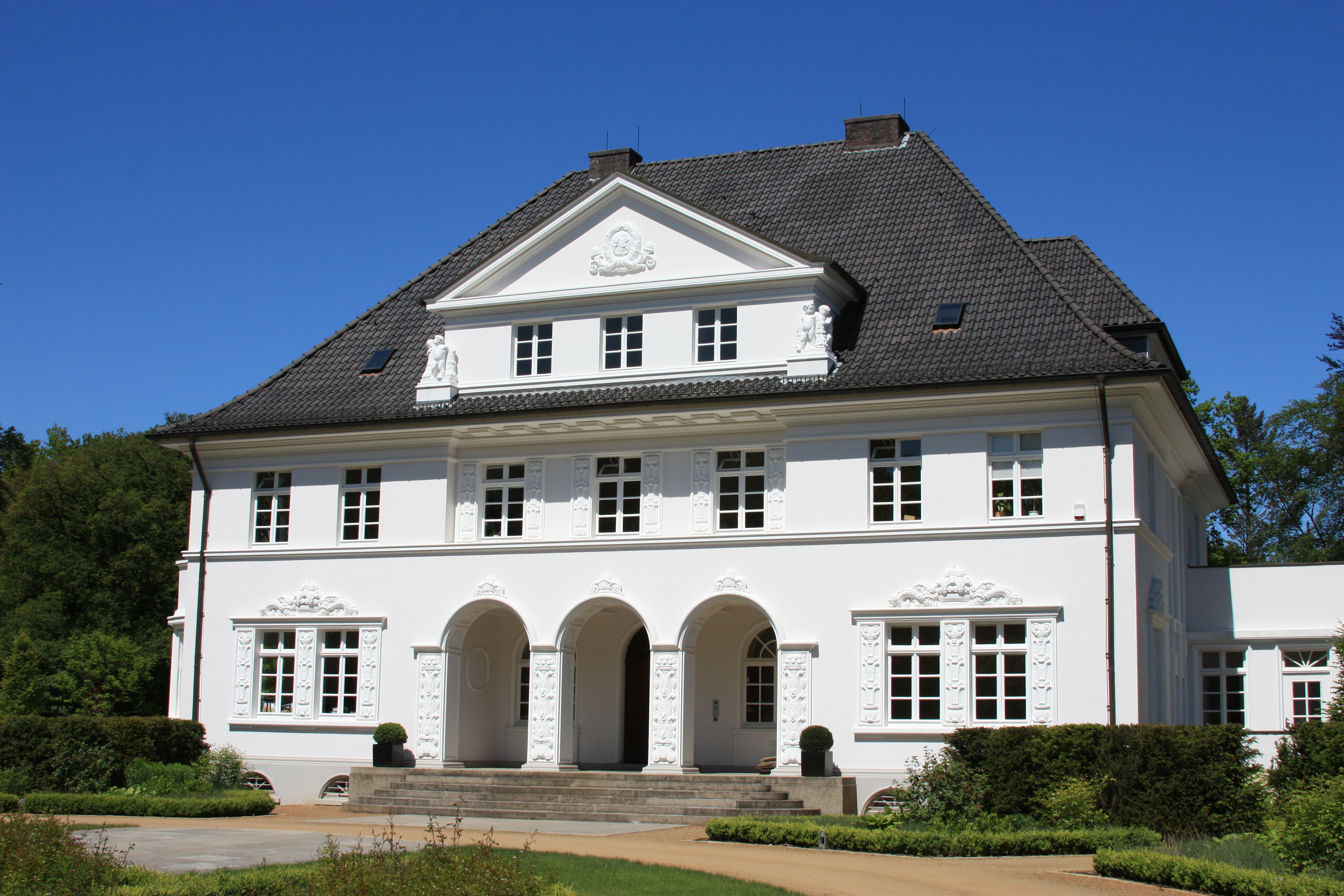
Villa Koenenkamp in Horn-Lehe

Koenenkamp erhielt durch seinen Vater die Ausbildung als Webwarenhändler. 1885 errichtete er in Bremen ein eigenes Unternehmen und er spezialisierte sich auf den Handel von Seide. Das Unternehmen entwickelte zu dem bedeutendsten in Europa auf diesem Gebiet. Von 1910 bis 1918 war er Mitglied der Bremischen Bürgerschaft. Er wirkte in verschiedenen bremischen Deputationen. Die Villa Koenenkamp in Horn-Lehe, Marcusallee 38, wurde 1915 nach Plänen von August Abbehusen und Otto Blendermann gebaut.
Die Firma Barth & Könenkamp Seiden GmbH besteht (2013) heute noch in Bremen-Schwachhausen.
Ehrungen
- Die Koenenkampstraße in Bremen-Schwachhausen wurde 1959 nach ihm benannt.